# Wilhelm Bleek

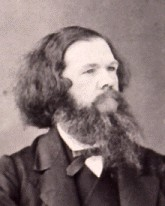
Wilhelm Bleek

Wilhelm Heinrich Immanuel Bleek, född 8 mars 1827, död 17 augusti 1875, var en tysk lingvist. Bland hans arbeten finns A Comparative Grammar of South African Languages och hans stora projekt som utfördes tillsammans med Lucy Lloyd: The Bleek and Lloyd Archive of |xam and !kun texts.

## Tidigt liv
Wilhelm Heinrich Immanuel Bleek föddes i Berlin 8 mars 1827. Han var äldste son till Friedrich Bleek, professor i teologi vid Berlins universitet och senare vid Bonns universitet, och Augusta Charlotte Marianne Henriette Sethe. Han doktorerade i lingvistik vid universitetet i Bonn 1851, efter en period i Berlin dit han hade rest för att studera hebreiska, och där han först blev intresserad av afrikanska språk. Bleeks avhandling innehöll ett försök att koppla samman nordafrikanska språk och khoikhoispråk. Vid den tiden var en vanlig uppfattning att alla språk i Afrika var förbundna. Efter att han tagit sin examen i Bonn återvände Bleek till Berlin och arbetade tillsammans med en zoolog, Wilhelm K H Peters, med att redigera ordböcker för östafrikanska språk. Hans intresse för afrikanska språk utvecklades ytterligare under 1852 och 1853 när han lärde sig egyptiska av professor K R Lepsius, som han mötte i Berlin  1852.

## Resor i Afrika
Bleek utsågs till officiell lingvist vid William Balfour Baikies Niger Tshadda-expedition 1854. På grund av dålig hälsa (en tropisk feber) återvände han till England där han mötte George Grey och John William Colenso, den anglikanske biskopen av Natal, som inbjöd Bleek att komma till honom i Natal 1855 för att medverka med att sammanställa en zulugrammatik. Efter att han slutfört Colensos projekt reste Bleek till Kapstaden 1856 för att bli sir George Greys officiella tolk samt att katalogisera hans privata bibliotek. Grey hade filologiska intressen och var Bleeks gynnare under sin tid som guvernör för Kapkolonin. De två hade ett bra yrkesmässigt och personligt förhållande och tycks ha beundrat varandra. Bleek var allmänt respekterad som filolog, särskilt i Kapkolonin. Medan han arbetade för Grey fortsatte han med sin filologiska forskning och medverkade i olika publikationer under slutet av 1850-talet. Bleek bad om exempel på afrikansk litteratur från missionärer och resande, såsom prästen W Kronlein som försåg Bleek med texter på Namaqua 1861.
1859 återvände Bleek kortvarigt till Europa för att försöka förbättra sin dåliga hälsa, men återvände till Kapkolonin och sin forskning kort därefter. 1861 mötte Bleek sin blivande fru, Jemima Lloyd, vid det pensionat där han bodde i Kapstaden, medan hon väntade på att åka till England. De utvecklade ett förhållande per korrespondens. Hon återvände till Kapstaden från England året därpå. 
Bleek gifte sig med Jemima Lloyd 22 november 1862. De bodde först vid The Hill i Mowbray men flyttade 1875 till Charlton House. Jemimas syster, Lucy Lloyd, flyttade in i hushållet.
När Grey utsågs till guvernör av Nya Zeeland, överlämnade han sin samling till South African Public Library på villkor att Bleek skulle sköta den. Han hade denna post från 1862 till sin död 1875. Vid sidan av sitt arbete försörjde Bleek sig och sin familj genom att skriva regelbundet i Het Volksblad under 1860-talet och publicera den första delen av sin A Comparative Grammar of South African Languages i London 1862. Den andra delen publicerades i London 1869. Mycket av Bleeks arbetsliv i Kapkolonin, liksom Lucy Lloyds efter honom, kännetecknades av mycket svåra ekonomiska förhållanden, vilket gjorde det desto svårare att fortsätta med forskningen.

## Forskning om bushmän
Bleeks första kontakt med bushmän var med fångar vid Robben Island och fängelset i Kapstaden 1857. Han genomförde intervjuer med några av fångarna, som han använde i senare verk. Dessa personer kom alla från områdena Burgersdorp och Colesberg och talade varianter av ett likartat språk.  Bleek var mycket intresserad av att lära sig mer om detta "bushmanspråk" och jämföra med exempel som tidigare nedtecknats. 
1863 introducerade domaren Louis Anthing de första /Xam-talarna för Bleek. Han förde tre män till rättegång i Kapstaden för attacker mot bönder (åtalet lades senare ned). 1866 flyttades två bushmän från fängelset Breakwaters fängelse till Kapstadens fängelse, vilket underlättade för Bleek att träffa dem. Med deras hjälp sammanställde Bleek en ordlista och meningar och alfabetisk ordbok. 
1870, när Bleek och Lloyd hade börjat arbeta tillsammans med att lära sig bushmanspråk och samla in personliga berättelser och folklore, fick de kännedom om 28 /Xam (bushmän från Sydafrikas centrala inland) satt i fängelse i Breakwater. De fick tillstånd att flytta en fånge till sitt hem i Mowbray för att lära sig hans språk. Fängelseprästen valde ut en ung man vid namn |a!kunta. På grund av sin ungdom kände inte |a!kunta till mycket om sitt folks folklore, och en äldre man vid namn ||kabbo tilläts följa med honom. ||kabbo blev Bleeks och Lloyds förste verklige lärare. Senare levde medlemmar av ||kabbos familj och andra familjer hos Bleek och Lloyd i Mowbray, och blev intervjuade av dem. Många av de |xam-talare som Bleek och Lloyd intervjuade var släkt med varandra. Bleek och Lloyd lärde sig och nedtecknade deras språk, först som listor över ord och fraser och senare som historier och berättelser om deras liv, historia, folklore och ihågkomna trosuppfattningar och seder. 
Bleek ansträngde sig tillsammans med Lloyd för att samla så mycket antropologisk och etnografisk information som möjligt. Detta innefattade informanternas släktförhållanden, ursprungsorter och seder och bruk och vardagsliv. Man tog även fotografier och gjorde mätningar av alla informanter. 
Fastän Bleek och Lloyd intervjuade andra personer under 1875 och 1876 (Lloyd ensam efter Bleeks död), ägnade de mest tid åt endast sex personer ur |xamfolket. Bleek skrev ett antal rapporter om språket och litteraturen och folkloren, som han skickade till Kapkolonins Secretary for Native Affairs. Detta var först för att försöka få bidrag för att fortsätta med forskningen och sedan också för att göra regeringen medveten om behovet att bevara bushmännens traditioner som en viktig del av nationens arv. 
Bleek dog i Mowbray 17 augusti 1875, vid 48 års ålder, och begravdes i Wynbergs anglikanska kyrkogård i Kapstaden med sina två späda barn, som hade dött före honom. Hans arbete om |xamspråket och litteraturen fortsattes och utökades av Lucy Lloyd med stöd av Bleeks hustru Jemima. 